# Sora (by)
 For alternative betydninger, se Sora. (Se også artikler, som begynder med Sora)
Sora er en italiensk by (og kommune) i regionen Lazio i Italien, med omkring 24.884(2023) indbyggere.